# Riale Carecchio
Der Riale Carecchio ist ein rund 8 Kilometer langer linker Nebenfluss der Verzasca im Schweizer Kanton Tessin, der das Val Carecchio oberhalb von Lavertezzo durchfliesst.

## Geographie

### Verlauf
Der Fluss entspringt auf etwa 1957 m ü. M. bei der Alpe Rognói zwischen den Gipfeln Madone (2395 m ü. M.) und Poncione di Piotta (2440 m ü. M.). Er fliesst anfangs nach Nordwesten durch das enge und dicht bewaldete Tal, begleitet von einem Wanderweg an seinem rechten Ufer. Er passiert die verlassene Alp Monte della Valle und die auf einem Ausläufer des Pizzo d’Eus gelegene, verlassene Siedlung Rodana, die beide aus Steinhäusern bestehen. Nur kurz danach, bei Cognera, nimmt er von rechts den mehr als doppelt so wasserreichen Agrò auf, der das Val d’Agrò und das Val Pincascia entwässert. Hier wendet er sich gegen Südwesten und erreicht nur wenig später das Dorf Lavertezzo, wo er auf 521 m ü. M. von links in die Verzasca mündet.

### Einzugsgebiet
Das Einzugsgebiet des Riale Carecchio misst 44,51 Quadratkilometer, davon sind 46,5 % bestockte Fläche, 43 % unproduktive Fläche, 8,8 % Landwirtschaftsfläche, 1,5 % Gewässerfläche sowie 0,1 % Siedlungsfläche. Die höchste Erhebung liegt auf 2514 m ü. M. an der Cima di Bri, die durchschnittliche Höhe beträgt 1696 m ü. M.